# Melvin Twellaar
Melvin Twellaar, född 23 december 1996, är en nederländsk roddare.

## Karriär
I oktober 2020 vid EM i Poznań tog Twellaar sitt första EM-guld tillsammans med Stef Broenink i dubbelsculler. I april 2021 vid EM i Varese tog de även silver tillsammans. I juli 2021 tog de återigen silver tillsammans i dubbelsculler vid OS i Tokyo.
I augusti 2022 tog Twellaar guld i singelsculler vid EM i München. Följande månad tog han silver i singelsculler vid VM i Račice. I maj 2023 tog Twellaar brons tillsammans med Stef Broenink i dubbelsculler vid EM i Bled. I september 2023 vid VM i Belgrad tog han guld tillsammans med Stef Broenink i dubbelsculler. Vid OS 2024 i Paris tog de silver tillsammans i dubbelsculler.